# Pesadillas y Fantasías (Avatar: La Leyenda de Aang)
Pesadillas y Fantasías (Avatar: La Leyenda de Aang) es el cuadragésimo noveno episodio de la serie animada de televisión Avatar: la leyenda de Aang y el noveno capítulo de la tercera temporada. Se transmitió el 16 de noviembre en Estados Unidos. Se transmitió el 26 de noviembre en Reino Unido. 2007

## Resumen
Se le está acercando el momento a Aang de comenzar la invasión y retar al Señor del Fuego Ozai, sin embargo su angustia y temor lo hacen tener extrañas y particulares pesadillas, y Zuko mientras trata de tener de nuevo una vida normal y feliz como un miembro de la realeza ve que tal vez no se haya ganado de nuevo el cariño de su padre por completo.

## Sinopsis
En la noche, el grupo llega hacia un acantilado donde Sokka les explica al grupo que este es el lugar exacto para empezar la invasión dentro de 4 días, Aang al oír esto entra en estado de pánico, Katara le explica que no hay de que preocuparse, ya que están en el lugar exacto y están listos para la invasión, solo necesitan descansar, el grupo se duerme al igual que Aang, aunque sigue preocupado, aquí uno se adentra en el sueño de Aang, vemos una puerta con la insignia de la nación del fuego, es derribada brutalmente y de ella entra Aang con un vestido y cabello totalmente diferentes, reclama que quiere ver al Señor del Fuego para derrotarlo, se muestra al Señor del Fuego, pero de diferente forma y tamaño, estaba a punto de comerse un ramo de uvas, cuando es interrumpido, le dice a Aang que si realmente quiere enfrentarlo cuando ni siquiera usa pantalones, al decir esto, Aang realmente se da cuenta de que no usa pantalones y rápidamente saca un objeto esponjoso que tiene la insignia del Aire y se tapa rápidamente sus partes íntimas, en ese momento aparecen una gran cantidad de ojos observando a Aang y en ese mismo instante desaparecen, el “Señor del Fuego” se burla de él mientras Aang se retira totalmente avergonzado por la misma puerta que entró, en este instante se despierta y rápidamente se cerciora que tiene pantalones y decide ir a entrenar un poco dando a entender que solo era un sueño.
Dando con Zuko, se encuentra en una mañana, siendo atendido por sus sirvientes para prepararlo en su nuevo día, cuando Zuko sale por la gran entrada de su palacio, afuera se encuentra un público que lo anima y lo aclaman, es enviado a su transporte donde lo llevan a una corta distancia, se asoma por la ventana y en la parte alta de las escaleras, aparece Mai para saludarlo y tranquilamente se retira, regresando al grupo, Aang sigue practicando, el grupo se empieza a extrañar sobre Aang. Esa noche Aang sueña lo mismo, pero esta vez antes de entrar chasquea sus dedos y una niebla sale de la misma puerta, en esto entra con un traje y estilo de cabello diferente al interior y le dice al “Señor del Fuego” que esta vez está listo y que ahora si usa pantalones, el Señor del fuego le dice que antes debe hacer un examen de matemáticas, Aang quedó totalmente lleno de pánico ya que “se le había olvidado sobre el examen “, rápidamente se despierta y nuevamente empieza a entrenar, pero esta vez estaba dando vueltas sobre un rebaño de “koala-ovejas” en posición defensiva, en esto llega Katara diciéndole que realmente debe dormir.
Mientras tanto Zuko está recostado en un sofá hablando tranquilo con Mai, hasta que Mai habla de una reunión que hacía su padre según Azula. Zuko se deprime porque a él no le dijeron nada, Mai intenta animarlo pero no funciona. A la mañana siguiente se encuentra Aang dormido y es despertado por una voz, al abrir lentamente los ojos, descubre que es el Señor del Fuego (tal como es) diciéndole que por quedarse dormido, perdió la invasión, después se le ve montado sobre una “vaca-hipopótamo” con alas, riéndose mientras el animal le tira a Aang fuego, lo esquiva y mientras lo hace el Señor del Fuego se va. Aang se despierta verdaderamente y de forma rápida alerta a Sokka quien también estaba dormido, lo cual hace que se levante rápido con su espada para atacar, pero no se percata de que una roca está al puro frente de él y la golpea con fuerza, haciendo que se caiga al mismo lugar, las chicas despiertan y Toph dice que se relajen que faltan algunos días, Aang empieza a advertir al grupo respecto las desventajas de realizar ciertas cosas, con base en sus sueños, lo cual estresa al grupo. Katara intenta solucionarlo dándole a Aang relajación por medio del yoga, pero no funciona, después Aang acude a Sokka, donde Sokka le da una terapia, igualmente no funciona, Toph le da un masaje brutal, Toph al ver que no funciona, hace tierra control y le muestra un enorme erizo y le dice que intentará con acupuntura con lo cual Aang termina huyendo.
Esa noche Aang intenta dormir, esta vez su sueño es más intenso, sueña estar sobre Appa y tiene un enfrentamiento con Momo en un tamaño descomunal, aparecen otras escenas, que le causan miedo, en esto despierta rápidamente gritando, lo que hace que todo el grupo se despierte y Aang dice que la única forma de poder estar tranquilo es estar despierto hasta el día de la invasión.
A la mañana siguiente, Katara se encuentra haciendo flexiones cuando Aang aparece. Él está muy estresado por el día de la invasión, y le dice a Katara que a pesar de que tiene una misión como avatar, debe proteger a los que más ama, y dice algo más respecto a ella. Katara le pregunta que estaba diciendo, a lo que Aang responde que la ama. Él se acerca a Katara y la besa en los labios; en cuanto deja de besarla, los dos se sonríen, Katara rodea el cuello de Aang con sus brazos y se dan otro beso, mientras el la toma por la cintura. Se quedan así por algunos instantes, abrazándose y besándose el uno al otro, y poco después dejan de besarse. Aang le dice que siempre será su chica, y esta vez, la toma entre sus brazos inclinándola hacia atrás; cuando está a punto de besarle nuevamente, la voz de Katara lo hace regresar a la realidad diciéndole que debería dormir un poco, y se da cuenta de que solo soñaba despierto.
Zuko es llamado ante su padre para que lo acompañe en una reunión.
Aang continua practicando, esta vez con un tronco el cual tiene el dibujo hecho con macarrones que él hizo en La Cinta en la Cabeza, pero el cansancio hace que falle en sus ataques, en eso escucha una voz y se fija en Momo, el cual le está hablando, Aang queda asombrado y en eso Appa igualmente habla, dándole consejos a Aang, en eso hay una disputa entre Appa y Momo, lo cual hace que se enfrenten el uno al otro, aquí aparece Momo como un samurái, al igual que Appa, a diferencia que él tiene una armadura, en eso Aang empieza a ver más cosas, las Koala-ovejas animando a Momo y Appa, rocas moviéndose por sí solas, incluso aparece el Guru Pathik cantando, y entonces Aang decide por él mismo ir a tirarse al agua de la catarata. Después aparece Zukko saliendo de la habitación de reunión, Mai lo está esperando y le pregunta cómo le fue, él dice que bien, pero se da cuenta de que no ha recibido todo el cariño de su padre.
Esa noche Aang se encuentra con una cama y asume que es otra alucinación, en esto el grupo le dice que él está listo para mañana y no debe preocuparse, Aang lo acepta gentilmente, se acuesta y se duerme, en el sueño nuevamente derriba la puerta y entra, esta vez anda vestido casi igual al Señor del fuego y portando una espada en su mano, le dice que esta sí va a derrotarlo, el Señor del Fuego le repite que como lo hará si no tiene pantalones, Aang sonríe y le dice que esta vez él es el que no tiene pantalones, al darse cuenta, el Señor del Fuego saca una gran insignia de la nación del fuego, para taparse por debajo de la cintura y grita afirmando que sus "partes reales" están expuestas y grita aún más fuerte, en eso se ve a Aang durmiendo y sonriendo.
- Datos: Q6073174